# Lista de membros da Royal Society eleitos em 1707
Esta é uma lista de Membros da Royal Society eleitos em 1707.

## Fellows
- Thomas Ayres (m. 1715)
- Thomas Frankland (ca. 1683 - 1747)
- William Frankland (m. 1714) (m. 1714)
- James Graham (ca. 1680 - 1742)
- Rowland Holt (ca. 1652 - 1711)
- Thomas Hoy (1659 - ca. 1718)
- John Ker (ca. 1680 - 1741)
- Benjamin Morland (ca. 1653 - 1733)
- Henry Plumtre (m. 1746)
- Thomas Trevor (1658 - 1730)
- James Venables (m. 1737)